# Xanthia signata
Xanthia signata là một loài bướm đêm trong họ Noctuidae.